# Viktoras Milvydas
Viktoras Milvydas (* 1. Oktober 1932 in Šiauliai; † 9. Februar 2017 in Vilnius) war ein litauischer Schachspieler, Bauingenieur und Pferdesportfunktionär.

## Leben
Nach dem Abitur an der Mittelschule absolvierte Milvydas 1956 das Diplomstudium des Bauingenieurwesens an der Fakultät für Bau am Politechnikos institutas in Kaunas und wurde Bauingenieur. Danach arbeitete er als Ingenieur in unterschiedlichen Bau- und Projektierungsorganisation in Vilnius. Er leitete die Projektierung der Objekte mit komplizierten Konstruktionen (Jurgis-Matulaitis-Kirche Vilnius, “Lietuva”-Hotel, Transporttunel Vilnius am Seimas). Er wurde für seine Projekte ausgezeichnet. Ab 2001 war er Rentner. Milvydas starb am 9. Februar 2017 im Alter von 84 Jahren in Vilnius.

## Sport
Milvydas spielte Schach ab seinem 8. Lebensjahr. Das lernte er von seiner Mutter. Ab 1949 interessierte sich Milvydas sehr für Schach, studierte die Schachliteratur und nahm regelmäßig an den Turnieren bis 1972 teil. Ab 1959 spielte er auch in Fernschach-Turnieren. 1967 belegte er den 18. Platz bei der litauischen Meisterschaft im Nahschach. 1991 wurde er zum Internationalen Fernschachmeister. Ab 2002 trug er den Titel „Verdienter Internationaler Meister im Fernschach“.
Ab 1970 war Milvydas aktiv im Pferdesportverband (Lietuvos žirginio sporto sąjunga) und bis 2003 war er LŽSS-Generalsekretär. Milvydas war Internationaler Arbeiter des Pferdesports.
Milvydas war LTOK-Ehrenmitglied.